# Selenocosmia crassipes
Espèce
Synonymes
- Phrictus crassipes L. Koch, 1874
- Phlogius crassipes (L. Koch, 1874)
- Ischnocolus lucubrans L. Koch, 1874
- Selenocosmia vulpina Hogg, 1901

Selenocosmia crassipes est une espèce d'araignées mygalomorphes de la famille des Theraphosidae.

## Distribution
Cette espèce est endémique du Queensland en Australie.

## Habitat
Elle vit sous terre, dans un terrier qui peut aller jusqu'à un mètre de profondeur mais peut être forcée d'en sortir pendant les périodes de fortes pluies. Elle vit dans et autour des jardins ou d'autres endroits plantés. 

## Description
Elle a de longs crocs venimeux et peut atteindre jusqu'à 6 cm de long pour le corps seul, 16 centimètres pattes comprises. Elle est donc plus grande que la paume de la main d'un homme. C'est la plus grande araignée d'Australie. Elle émet un chuintement et peut même émettre un sifflement si on l'approche et se sent menacée. Cette espèce est très timide et, normalement, ne s'éloigne pas de son terrier. Les femelles peuvent vivre jusqu'à trente ans, les mâles jusqu'à huit ans.

## Venin
Sa morsure n'est pas mortelle pour l'homme mais elle peut provoquer des vomissements pendant six heures au maximum. Le venin peut provoquer la mort d'un chien ou d'un chat en trente minutes.[réf. souhaitée]

## Alimentation
Cette grande araignée est accusée de manger de petits oiseaux mais ses proies consistent généralement en de gros insectes, de petits mammifères et amphibiens, comme les grenouilles et des crapauds-buffles.

## Publication originale
- L. Koch, 1874 : Die Arachniden Australiens. Nürnberg, vol. 1, p. 473-576 (texte intégral).